# Phobos Ridge
Phobos Ridge är en bergstopp i Antarktis. Den ligger i Västantarktis. Argentina, Chile och Storbritannien gör anspråk på området. Toppen på Phobos Ridge är 248 meter över havet.
Terrängen runt Phobos Ridge är kuperad norrut, men söderut är den platt. Trakten är obefolkad. Det finns inga samhällen i närheten. 